# Monastère Saint-Jacques de Rostov
Le monastère Saint-Jacques, ou monastère Spasso-Iakovlevski (c'est-à-dire du Sauveur-de-Saint-Jacques) (en russe : Спасо-Яковлевский монастырь, Spasso-Iakovlevski) est un monastère orthodoxe situé à côté du Kremlin de Rostov, à la périphérie de Rostov Veliki. Il a été fondé au XIVe siècle par Saint Jacques de Rostov.
Le plus vieux bâtiment encore conservé est la cathédrale de la Conception-de-Sainte-Anne (Zakharievski Sobor). Elle a été construite en 1686. La cathédrale de la Transfiguration-du-Sauveur (Spasso-Preobrajensky Sobor) est un autre bâtiment du XVIIe siècle, qui appartenait autrefois au monastère aboli Spasso-Pessotski.
Il a été vénéré comme la châsse de saint Dimitri de Rostov. La plupart des structures du monastère ont été construites à la fin du XVIIIe et au début du XIXe siècle dans le style néo-classique, plus sobre. 
La cathédrale Saint-Dimitri de Rostov a été construite en 1794-1802 avec le soutien de la colonne de Nikolaï Petrovitch Cheremetiev.